# The Third Day (EP)
The Third Day è un EP della post-punk band inglese Wire, pubblicato nel 2000.

## Tracce
1. Pink Flag (r1) - 3:56
2. Blessed State - 3:22
3. Mercy - 5:28
4. Art of Persistence - 4:33
5. Pink Flag (r2) - 3:35

## Formazione
- Colin Newman - voce, chitarra
- Lewis - voce secondaria, basso
- B. C. Gilbert - chitarra
- Robert Grey - batteria